# Colpach-Bas
Colpach-Bas (Luxemburgs: Nidderkolpech, Duits: Niedercolpach) is een plaats in de gemeente Ell en het kanton Redange in Luxemburg.
Colpach-Bas telt 104 inwoners (2001).

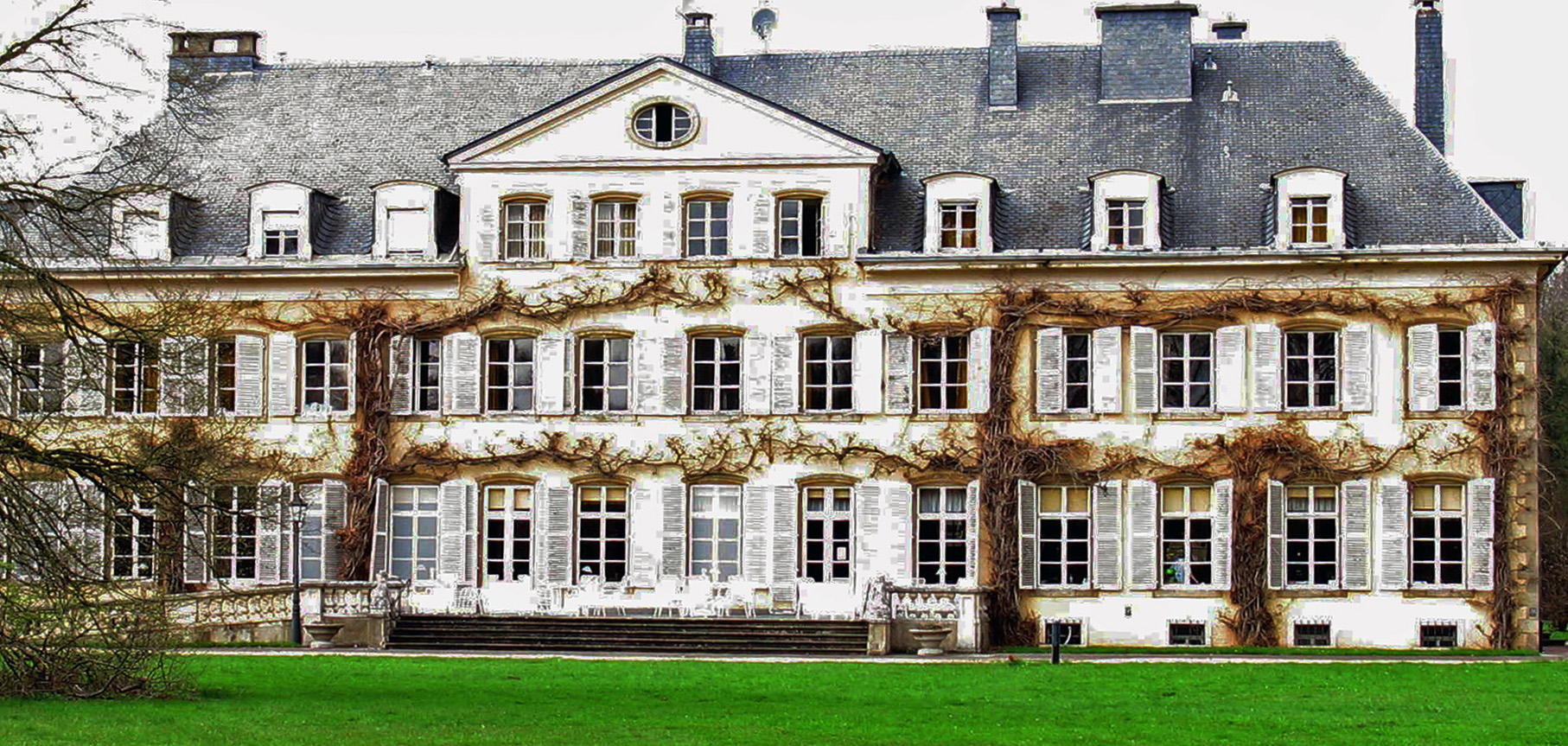
Slot